# Live from the Royal Albert Hall
Live from the Royal Albert Hall is een livealbum, dvd en blu-ray van de Amerikaanse rockband The Killers. Het werd op 9 november 2009 uitgebracht en bevat opnamen van de concerten die de band gaf in de Royal Albert Hall op 5 en 6 juli 2009. Opnames van de optredens op muziekfestivals zijn aanwezig als bonusmateriaal. De dvd werd genomineerd voor beste dvd bij de NME Awards van 2010.
Er werden twee verschillende gelimiteerde edities van het album uitgebracht:
- De Collector's Package bevat een dvd en cd of een blu-ray, twee posters, 12-inch van Human en Spaceman, 7-inch van Human, langspeelplaat van Day & Age en een iPod-vriendelijke video van When You Were Young.
- Het Fan Package bevat een dvd en cd of blu-ray, een poster en de iPod-vriendelijke video van When You Were Young.

Het album behaalde een 35e positie in de Nederlandse Album Top 100. Live from the Royal Albert Hall maakte zijn entree in week 46 en verliet na 8 weken de hitlijsten. In het Verenigd Koninkrijk werd het album in de eerste zeven weken 84.000 keer verkocht.

## Nummers
| 1. Enterlude 2. Human 3. This Is Your Life 4. Somebody Told Me 5. For Reasons Unknown 6. The World We Live In 7. Joyride 8. I Can't Say 9. Bling (Confessions Of A King) 10. Shadowplay 11. Smile Like You Mean It 12. Losing Touch 13. Spaceman 14. A Dustland Fairytale 15. Sam's Town (akoestisch) 16. Read My Mind 17. Mr. Brightside 18. All These Things That I've Done 19. Sweet Talk 20. The River Is Wild 21. Bones 22. Jenny Was A Friend Of Mine 23. When We Were Young Bonusmateriaal 24. Tranquilize (Oxegen Festival 2009) 25. Human (Hyde Park) 26. Mr. Brightside (Hyde Park) 27. Smile Like You Mean It (V Festival 2009) 28. When You Were Young (V Festival 2009) | 1. Human 2. This Is Your Life 3. Somebody Told Me 4. The World We Live In 5. I Can't Say 6. Bling (Confessions Of A King) 7. Shadowplay 8. Smile Like You Mean It 9. Losing Touch/Spaceman 10. A Dustland Fairytale 11. Sam's Town (akoestisch) 12. Read My Mind 13. Mr. Brightside 14. All These Things That I've Done 15. Jenny Was A Friend Of Mine 16. When We Were Young |